# SSIH
La Société suisse pour l'industrie horlogère (en español: Sociedad suiza para la industria relojera), también conocida por el acrónimo SSIH, es un antiguo grupo de fabricantes suizos de relojes, que reunía a las marcas Omega, Tissot y Lemania. En 1998 pasó a formar parte del grupo de empresas que acabaría transformándose en el Grupo Swatch. 

## Historia
Hasta la década de 1960, la concentración económica en el mundo de la relojería estaba limitada por acuerdos de cárteles. En 1925, la familia Tissot unió sus fuerzas con las de la familia Brandt para crear una asociación comercial entre Omega y Tissot. Fundado el 24 de febrero de 1930   en Ginebra por Tissot y Omega, el holding SSIH integraría dos años más tarde a la empresa Lemania-Lugrin S.A. con sede en l'Orient, especializada en la producción de complicaciones relojeras.
Esta adquisición sería decisiva para lograr la creación del cronógrafo Omega Speedmaster y para permitir a Omega obtener el cronometraje de los Juegos Olímpicos de Los Ángeles 1932. Desde el principio, la distribución de roles dentro de la nueva entidad estuvo claramente definida: mientras Tissot producía relojes de gama media, a Omega se le asignó el lucrativo mercado de lujo, y Lemania ocupaba el mercado de los relojes técnicos.

### Marcas de la agrupación

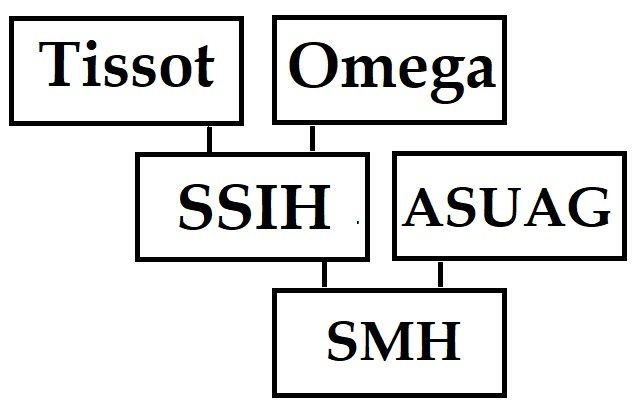
Concentración de las empresas relojeras suizas

Con el paso de los años se fueron fusionando sucesivamente en el grupo cerca de una decena de marcas:
- 1930: Omega y Tissot
- 1932: Lemania-Lugrin
- 1955: Marc Favre
- 1957: Eigeldinger et Cie
- 1961: Rayville/Blancpain y Cortébert
- 1965: Langendorf Watch Company SA/Lanco
- 1969: Aetos
- 1971: Economic Swiss Time Holding
- 1974: Hamilton

En 1974, SSIH adquirió la marca de relojes estadounidense Hamilton, que ya era capaz de producir un reloj con pantalla LED digital. En 1981, el SSIH transfirió la marca Lemania al grupo Piaget. En 1983, SSIH se fusionó con la Allgemeine Gesellschaft der Schweizerischen Uhrenindustrie AG (ASUAG), otro gran grupo relojero suizo, para formar la Société de Microélectronique et d'Horlogerie (SMH), rebautizada como Grupo Swatch en 1998.